# Nathaniel Nichols
Nathaniel B. Nichols (ur. 1914 w Michigan, zm. 17 kwietnia 1997) – amerykański fizyk, który przyczynił się znacząco do rozwoju techniki i teorii sterowania.

## Życiorys
W 1936 uzyskał tytuł bakałarza na Central Michigan University, a w 1937 magisterium z fizyki na University of Michigan. Case Western Reserve University i Central Michigan University przyznały mu doktoraty honorowe.
Znany jest szczególnie jako współautor (z Hubertem Jamesem) książki Theory of Servomechanisms z 1947 (praca ta uchodzi za najczęściej kiedykolwiek czytany dokument dotyczący projektowania układów automatyki). Jest też znany jako współpomysłodawca tzw. nastaw Zieglera-Nicholsa dla regulatorów PID (publikacja z 1942) oraz z wprowadzenia w 1947 do projektowania układów regulacji tzw. wykresów Nicholsa.
W późnych latach 30. pracował jako inżynier do spraw sterowania procesami dla Taylor Instruments Company w Rochester, gdzie spotkał się z inżynierem chemikiem Johnem Zieglerem. W początkach lat 40. firma wysłała go do MIT, gdzie pracował z analizatorem różniczkowym. W czasie II wojny światowej pracował też w Laboratorium Radiacji (ang. Radiation Laboratory). Po wojnie powrócił do Taylor Instruments Company na cztery lata, pracował krótko na University of Minnesota, był kierownikiem badań w Raytheon Manufacturing i znów wrócił do Taylor Instruments Company na stanowisko głównego inżyniera. Od 1963 do emerytury pracował dla Aerospace Corporation.
W 1968 pełnił funkcję przewodniczącego IEEE Control Systems Society, a w latach 1974–1975 przewodniczył American Automatic Control Council. Uhonorowany nagrodą Richard E. Bellman Control Heritage Award.